# Unreal Tournament
『Unreal Tournament』（アンリアル・トーナメント、略称UT）は、スポーツ系FPSと呼ばれるジャンルのゲームの一つ。FPS（ファーストパーソン・シューティングゲーム）における三大ゲーム『ハーフライフ』、『Quake』と並ぶ『Unreal』の系統。『Unreal』がシングルプレイ主体である事に対し、『UT』はオンラインゲームを主体としたFPSである。
2007年11月に最新作である『Unreal Tournament3』が発売になった。
2008年3月18日にSteamで『Unreal Gold』、『Unreal2』と共にシリーズ3作が発売になった。『Unreal Tournament3』と『Unreal Tournament 2004』を買うと『Unreal Gold』と『Unreal2』、『Unreal Tournament』がついてくるようなパック価格となっている。
2024年11月にEpic Gamesの公認により『Unreal Gold』、『Unreal Tournament』がコミュニティサイトで無料配布となった。

## Unreal Tournament
『UT2003』/『2004』と区別するために『UT99』とも呼ばれる。
それまでのFPSの基本的なゲームモードであるDeathMatchやTeamDeathMatch等にAssaultというオブジェクト攻略型のゲームモードを搭載したことや、BOT（コンピュータプレイヤー）の性能がそれまでと比べて極めて優秀で、状況に応じて逃げるという選択肢を取る事があることなどから人気を博し、発売された1999年にGame of the Yearを獲得する。
登場する武器は『Unreal』と基本部分はほとんど変わらず、各武器に二種類の攻撃方法が存在する。一般にプライマリ（左クリック、以下1st）・セカンダリ（右クリック、以下2nd）と呼ぶ。
BOTの難易度は全部で8段階あり、一定毎にできる事が違う。6段階目くらいになると人間には不可能な動作（Dodgingした後にDodging等）を行ってくる。

### ゲームモード
DeathMatch
FPSでは定番のゲームモード。自分以外は全て敵。
TeamDeathMatch
赤と青の二つのチームに分かれて戦う。DeathMatchと並んで定番のゲームモード。
CaptureTheFlag
敵陣にある旗を自陣に持ち帰る事で得点になるゲームモード。
Domination
3つの独立したオブジェクトの色をチームの色に変えることで得点が入るゲームモード。
Assault
オブジェクト攻略型のゲームモードで、攻撃側と防衛側に分かれて戦う。
LastManStanding
Health・Armor・武器弾薬を全て所持した状態で開始し、一定数のDeathを受けたプレイヤーから順に脱落していくゲームモード。

### 用語
Dodging（ドッヂング）
同じ方向キーを二回連続で押す事により行うステップのような動作。
Telefrag（テレフラッグ）
Translocatorと呼ばれる簡易ワープ装置で敵キャラクターの位置にテレポートすることで相手を殺すこと。またワープゾーンを利用して相手の位置にテレポートしても同じようにTelefragが起こる。
Combo Attack（コンボアタック）
ASMD ShockRifleのセカンダリにプライマリを当てる事で起こる爆発のこと。

### 武器
それぞれの武器に、プライマリとセカンダリの2つの射撃モードが用意されている。他のシリーズに比べるとどの武器も凶暴とも言える強さで、初期武器のImpact HummerとEnforcer以外のどの武器も、上手く当てれば数秒で相手を倒せるほどである。
Impact Hammer
接近戦用の武器（弾数制限なし）。プライマリは接触した相手に衝撃によるダメージを与え、押し続けることで威力が上がる。セカンダリはタイミング次第で飛んできた弾丸等を逸らすことができる。また、ジャンプの瞬間に地面に向けてプライマリを使うことで、ダメージは受けるが通常よりも高くジャンプすることができる。
Enforcer
拳銃。プライマリは通常の射撃。セカンダリは連射速度が上がる代わりに命中精度が落ちる。落ちているEnforcerを拾うと二丁拳銃になり、連射速度がUPする。
GES BioRifle
毒性のあるスライム状の緑色の塊を発射する武器。プライマリで発射される塊は小ぶりで、発射後に放物線を描いて飛んだ後物体に付着し、一定時間経つと爆発する。セカンダリは押し続ける事によって威力が上がり、それに応じた大きな塊を発射する。塊は着弾後周囲に四散してダメージを与える。
ASMD ShockRifle
プライマリでは青白いビーム（瞬時に着弾する）を発射する。セカンダリは連射可能なエネルギー弾を発射する。また、セカンダリで発射されたエネルギー弾にプライマリのビームを撃ち込むことで、周囲数メートルに大ダメージを与える爆発を引き起こす（通称コンボと言われる）。
PulseGun
プライマリは緑色のエネルギー弾を連射する。セカンダリは押している間緑色のビームを放射し続けるが、射程はそれほど長くない。
Ripper
円盤状のブレードを発射する。プライマリは壁や物体に当たると反射するブレードを連射し、敵の頭に当てると一撃で倒すこと（ヘッドショット）ができる。セカンダリは物体に当たると爆発するブレードを発射するが、プライマリに比べると連射速度は劣る。
Minigun
簡易ガトリングガン。プライマリは通常射撃。セカンダリでは発射速度が上がるが精度が低下する。弾丸はEnforcerと共通。
FlakCanon
灼熱の金属片を発射する。プライマリは金属片をショットガン状に発射する。発射された金属片は壁に当たると跳ね返るので、曲がり角の向こう側に居る敵を攻撃することもできる。セカンダリは球形の金属塊を発射する。これは放物線を描いて飛び、着弾点で炸裂して周囲にダメージを与える。
武器の性質上、近距離戦で絶大な威力を発揮する。
RocketLauncher
スポーツ系においての定番武器。プライマリはまっすぐに飛ぶロケット弾を最大6発まで同時発射（プライマリを押し続けることで発射数が上がる）できる。また、照準を敵に合わせ続けると照準が変化しロックオン状態になり、この時にプライマリを発射すると発射されたロケット弾は敵を追尾する（ただし追尾能力はそれほど高くない）。セカンダリはグレネードをプライマリ同様最大6発まで同時発射する。グレネードは発射後、一定時間で爆発する。
SniperRifle
FPSにおいては存在しない事が無い程の定番武器。プライマリは通常の射撃。セカンダリを押すとスコープを使用したズームモードになる。Ripper同様ヘッドショットが可能。
Redeemer
小型の核ミサイルを発射する。ミサイルは着弾すると爆発し、周囲数十メートル以内のプレイヤー全てにダメージを与える。このダメージは非常に大きく、爆心からある程度離れていなければほぼ確実に即死する（完全に身を隠せるだけの大きさの障害物に隠れれば、爆心からの距離に関係なく無傷でやり過ごせる）。プライマリで発射されたミサイルはそのまま直進し、物体との接触により爆発する。セカンダリを使うとミサイルに内蔵されたカメラによる視点に切り替わり、この間はプレイヤーがマウス操作でミサイルを誘導することができる（ただし誘導中はプレイヤーは完全に無防備となる）。誘導中のミサイルは物体と接触すると爆発するが、プレイヤーの指令により飛翔中に空中で起爆することも可能。
非常に強力な武器だが弾速が遅いため、撃たれた側は手持ちの武器によりミサイルを爆発させずに撃ち落とすことができる。Redeemerを迎撃するには遠距離ならMinigunプライマリやSniperRifleセカンダリのズーム射撃、Redeemerセカンダリのリモコン起爆等が、中 - 近距離であればASMD ShockrifleのコンボやPulseGunセカンダリ、Minigun（近距離であればセカンダリも有効）等が有効。

## Unreal Tournament 2003
2002年10月25日に発売された初代『UT』の続編。Unreal Engine 2による綺麗なグラフィックの実装、ゲームモードAssaultの代わりとなるBombingRunの追加、新要素Adrenalineの追加等が行われた。しかし、新エンジンによる必要スペックの上昇、追加・変更されたゲームモードがそれまでにあったゲームモードよりも質が低い、などの理由で初代『UT』ユーザーをそれほど取り込めず、id SoftwareのWolfenstein等、他社から優良な作品が出たことによって売り上げが芳しくなかった。自動車のように年次改良を予定していたため『UT2』ではなく、『2003』というネーミングになっている。しかし実際の改良は『2004』での1回のみとなった。
後述のDodgeJumpを始めとし、普通の移動も速度が上がり、現シリーズ中最速の展開のため、そのスピード感に魅せられ『2003』/『2004』をプレーし続けるプレーヤーもいる。
銃器は初代『UT』よりも弱体化が図られており（というよりは『UT99』が異常とも言える強さだったため）、よりエイミングを必要とするようになった。

### 新たなゲームモード
BombingRun
Map中央にある弾を敵陣のゴールに入れると得点が入る。入れ方によって得点が異なる。
DoubleDomination
Dominationを変更し、二つのオブジェクトの色を同じにし、数秒保つ事でその色のチームに得点が入る。

### 用語
DodgeJump
Dodging中にJumpをする事が可能になった。Dodging連打で走るよりさらに高速移動が可能になるほか、斜面に向かってDodgeJumpする事で、普通上れない所に上れる事もある。
DoubleJump
Jump中にもう一度Jumpする事。
Wall Dodge
ジャンプ中壁に接した状態で、壁と反対側にDodgeする事により、壁を蹴って進路を変えることが可能になった。
Adrenaline
溜めると特殊行動（ヘルス回復、加速、光学迷彩、武器射出間隔減少等）が使用可能になるポイントで、マップ内に在るカプセルを取ったり、敵を倒すと上昇する。

### 銃器
ShieldGun
1stは溜める事によって一撃必殺の威力を持ち、2ndは使用限度のあるバリアを張ることが出来る接近戦用初期武器。
AssaultRifle
1stで銃弾、2ndでグレネードを発射する初期武器。
Ges BioRifle
初代『UT』よりも連射速度が落ちたが、射程が延びた。
ASMD ShockRifle
初代『UT』と殆ど変わらず。弾速が上がり射出間隔が伸びた。
LinkGun
初代『UT』のPulseGun。2ndをチームメイトに当てると、チームメイトのLinkの威力が上がるようになった。
MiniGun
初代『UT』よりも威力が下がり、1stと2ndが逆になった。
FlakCanon
初代『UT』と殆ど変わらず。
RocketLauncher
2ndがグレネードから三発まで溜められるロケット弾に変更。発射時1stとの組み合わせで弾道が螺旋状になる。1st単独は溜め撃ち不可になり、発射タイミングが「ボタンを放した時」から「ボタンを押したとき」に変化し、発射タイミングが数フレーム早くなった。
LightningGun
スナイパーライフルから置き換えられた電撃銃。発射元がわかりやすくなった。2ndでズーム。
Redeemer
初代『UT』と特に変化なし。
IonPainter
1stで狙った場所に衛星砲を当てる為のビームを放出する。2ndでズーム。屋根のある場所では使えない。

## Unreal Tournament 2004
2004年3月18日に発売された『UT2003』の続編。『UT2003』を基本にして新たなゲームモードであるOnslaughtの追加やAssaultの復活、武器バランスの見直し等様々な追加・変更を加えており、単なる二番煎じとはなっていない。搭乗可能な戦車や垂直離着陸機などがこのバージョンからゲームモードとして本格的にサポートされている。
DeathMatchにおけるキャラクタの白兵戦の強さをそのままに、広大なマップをビークルで踏破するゲームモードを追加してもゲームバランスが破綻を起こしていないのは、稀有なことである。

### 新たなゲームモード
Assault
初代『UT』にあったオブジェクト攻略型ゲームモード。
Onslaught
マップ上に点在するNodeと呼ばれる中継ポイントを占拠し自チーム色に染めて敵のコアに繋ぎ、コアを破壊するゲームモード。

### 新たな銃器
SniperRifle
復活。射撃時に派手な白煙が上がるため発見されやすくなった。
MineLayer
1stでクモ型の自走式の地雷を設置する。地雷は敵の接近を感知するとその敵を追尾し、爆発してダメージを与える。2ndは誘導用のレーザーを照射する。地雷を設置した状態で2ndを使うと、レーザーの反射点に向かって地雷が移動していく。地雷は流れ弾等により破壊され誘爆しやすいため注意。
GrenadeLauncher
1stで地形や敵にへばりつく手榴弾を発射する。2ndで爆破。他の武器で誘爆させることができる。
AVRiL
対ビークル用のミサイル。照準をビークルに重ねると形が変化し、この状態で2ndを押し続けるとその目標をロックオンする。ロックオン状態で1stによりミサイルを発射すると、ミサイルはロックオンした目標を追尾する。最初に1stでミサイルを発射し、発射後にロックオン操作を行うこともできる。ミサイルの命中までロックオンを継続する必要があり、命中までに目標が障害物の陰に隠れる等して見えなくなるとロックオンが解除されミサイルは外れてしまう。目標の未来位置を予測して予想会敵点めがけて飛んでいくため、Raptorのような高速のビークルでも機動だけでミサイルを振り切ることは不可能。ただし破壊は可能なため、場合によっては他の武器で迎撃されることもある。
TargetPainter
上空に爆撃機を召喚し、レーザー照準した目標位置を爆撃する。
新武器ではないが、新モードOnslaughtのノード破壊にはLinkgunの1st、ノード制作にはLinkgunの2ndが一番効率が良い武器となっている。またAssaultやOnslaughtでは乗り物をLinkgunの2ndで修理出来るようになった。

## Unreal Tournament 3
Linux、Mac、Windows、PLAYSTATION 3、Xbox 360向けに開発。当初『Unreal Tournament 2007』として発表されていたが、2007年1月25日、発売時期が遅れることを見込み、また『2003』/『2004』のような年次改良版との混同を避けるため『Unreal Tournament 3』と変更された。
Windows版発売は2007年11月。『Gold』（マスター完成）発表から販売まで1ヶ月程度しかなかったため「プレスは間に合うのか」という声も出ていた。続けて、12月にPS3版が発売された。
Xbox 360版他は開発が一時中断となっており、Windows版やPS3版の発売後調整が終了次第、それらの開発を再開すると、Epic Gamesは公式フォーラム及びプレス向け発表にてコメントし、その後日本版はPS3版と同時に発売となった。
前年に発売されGame Of The Yearを多数獲得した『Gears of War』と比較しても、改良を重ねられたUnreal Engine3の表現力は、さらに向上している。
しかし同年に『Team Fortress2』、『Call of Duty 4』、『Crysis』、『Portal』、『S.T.A.L.K.E.R.』、『Bioshock』等の大作が続けて発売された事や、デモ版（体験版）に売りである新ゲームモードが未実装であった事、更にゲーム仕様が固まらないまま開発を急いだためか、Windows版発売当初はバグも散見され、またインターフェイスの不備も指摘された。その完成度の低さにおいて多くのプレスレビューから批判を浴び、本作は商業的に大きく苦戦を強いられることとなったが、ゲーム内容はシリーズの集大成と言うべきものであり、一定の好評価を得た。その後、修正パッチの配布によって、不具合問題は徐々に改善されてきている。
また、UTシリーズは元来マルチプレイヤーでの対戦プレイを主眼としていたため、シングルプレイヤー・キャンペーンのストーリー性はきわめて希薄だったが、『UT3』ではこれについて「『Gears of War』を意識したストーリー性を取り込む」という試みがなされた。主人公を含めた各キャラクターや背景となる世界観が固定され、冒頭や要所要所ではストーリーを補足するシネマティックが流れたり、試合中にもキャラクターが台詞を喋るなどの演出がなされた。しかし、結果としてこの試みが成功したとは言い難く、内容的には実装された各ゲームモードがストーリーの進展にあわせてミッション仕立てで構成されているという内容であり、実際のゲームプレイ部分では旧作のキャンペーンと何ら違いがなかった。
本作『UT3』では、『UT2004』にあったアドレナリンとドッジジャンプが廃止された（ウォールドッジ、ダブルジャンプは存続）。同時にAIM重視の即着武器が若干パワーダウンし実弾兵器のパワーアップが図られ、結果的に戦闘スタイルが『UT99』に近くなった。「地に足の着いた戦闘感覚を目指して調整した」とEpic Gamesの開発スタッフは述べている。
その狙い通り、本作のゲームプレイは重量感と迫力に溢れるものとなったが、一方、前作での特徴であった軽快な操作感や爽快なスピード感は減少した。
PS3版はヨーロッパとアメリカにおいて販売されており、2008年2月の時点で10万本を売り上げるヒット作となった。だがPC版、PS3版（さらにはヨーロッパとアメリカ版）の間にネットワーク的な互換性がなく相互に対戦することはできない。
2008年2月、『UT3』のパブリッシャーだったミッドウェイゲームズ（Midway Games）が倒産。翌3月にはValve SoftwareのSteamによるWindows版のインターネット販売が始まった。これによる価格の大幅な削減と販売経路の大幅な改善により各国でのプレイヤー数の増大が期待されている。
2008年9月に日本語版としてPS3版、Xbox 360版が同時に発売。海外版同様にネットワークの互換性が無く日本語版のみでしか対戦できないのに加え、日本国外では宣伝材料として使われていたPS3版のMOD導入機能も削除されている。
発売とほぼ同時に「総額100万円、The Wantedを倒せば10万円贈呈!」という大規模なキャンペーンを開始。9/28日現在オフィシャルでは2人の勝者が確認されているが、それに加え negitaku.org の記事によると、9/28 - 9/29の間に1人の勝者がいることが確認されている。
2023年にオンラインモードの終了に伴い、Epic Online Servicesに移行してサービスを再開させる計画が立てられ、『Unreal Tournament 3 X』という題名でSteamに無料タイトルとして公開された。

### ゲームモード
DeathMatch
TeamDeathMatch
CaptureTheFlag
Vehicle CTF
乗り物が登場し、広大なエリアを踏破しながらのCTF。フラッグを持っている時には乗り物に乗れないため、どうやってフラッグキャリアを逃がすかがポイントとなる。
尚、乗り物の種類は前作に比べて約2倍に増えており、ホバーバイクや三脚歩行戦車、遮蔽装置を備えた地雷設置車両等も登場する。
Warfare
Onslaughtの進化形。ノード（拠点）を占領しながら相手陣地にあるPower Coreの破壊を目指す。
どんな状況でもアーマー100%でノードを占領できるオーブが新たに登場した。またマップによっては、攻略ルートから独立したノードに強力なビークルが設置されたり、特定ノードやコアに強制ダメージを与える時限ギミックが用意されるなど、戦略の幅が広がった。アナウンサーにより戦況と攻略目標がリアルタイムでアナウンスされ、これに従えば旧作のAssaultとほぼ同じ感覚でのプレイも可能である。
Duel
1vs1特化モード。Quake系のそれと違い、乗り物やDamage Ampなどの特殊アイテムもそのまま登場する。
Vehicle CTFとWarfareではホバーボードが登場、これはフラッグやオーブを持っていて乗り物に乗れない時でも使用が可能。ただし乗った状態で攻撃を受けると転倒してしまい、フラッグ&オーブを落とす上に、大きな隙が出来る。ホバーボードに乗ったまま仲間の乗り物に接近すると、ビームワイヤーで乗り物に掴まる事が出来る。

### 武器
Impact Hummer
復活。2ndは車両にダメージを与えるEMP攻撃となった、またDamage Ampなどの特殊アイテムを持った相手に2ndを当てる事で剥がす事が可能になった。チャージしての1stジャンプは本作でも可能。
Enforcer
復活。2ndが3点バーストに変更された。
GES BioRifle
2ndの大玉を直撃させた時に、相手に吸着して継続ダメージを与えるように変更。また地面に落ちた1st、2nd共に撃つ事によって誘爆させることが可能になった。
ASMD ShockRifle
2ndの弾が小さくなり、コンボの殺傷範囲が若干小さくなった。
LinkGun
チームメイトに2ndを当てなくても、接近するだけで他人の2ndの色が変化し威力が増加するように変更された。
Stinger Minigun
集弾率が下がったが、威力はUT99並に上昇。また2ndのノックバックが強くなり、車両に対して大きなダメージを与えられるようになった。
FlakCanon
1st、2ndの壁反射弾がまっすぐではなく、重力に引かれカーブするようになった。
RocketLauncher
1stのチャージが無いのは変わらないが、2ndのチャージ中に1stを押す事でノーマル→スパイラル→グレネード→ノーマルとモードが切り替わるようになった。通常のグレネードはUT99からの復活となる。
SniperRifle
Lightning Gunの消滅に伴い威力がUT99並に戻った。弾道がはっきりと目視できるようになっている。
Redeemer
攻撃範囲の周囲にいる敵を爆風で転倒させるようになった。物陰に隠れれば回避可能。
AVRiL
誰も乗り込んでいない敵ビークルへもロックオンが可能になった。